# Villa Moro
Villa Moro, citata anche come Ca' Moro, Palazzo Moro o Villa Ca' Moro, è un edificio storico situato a Oriago, frazione del comune di Mira (comprensorio della Riviera del Brenta), edificata su iniziativa della famiglia patrizia Moro della repubblica di Venezia.

## Storia e descrizione

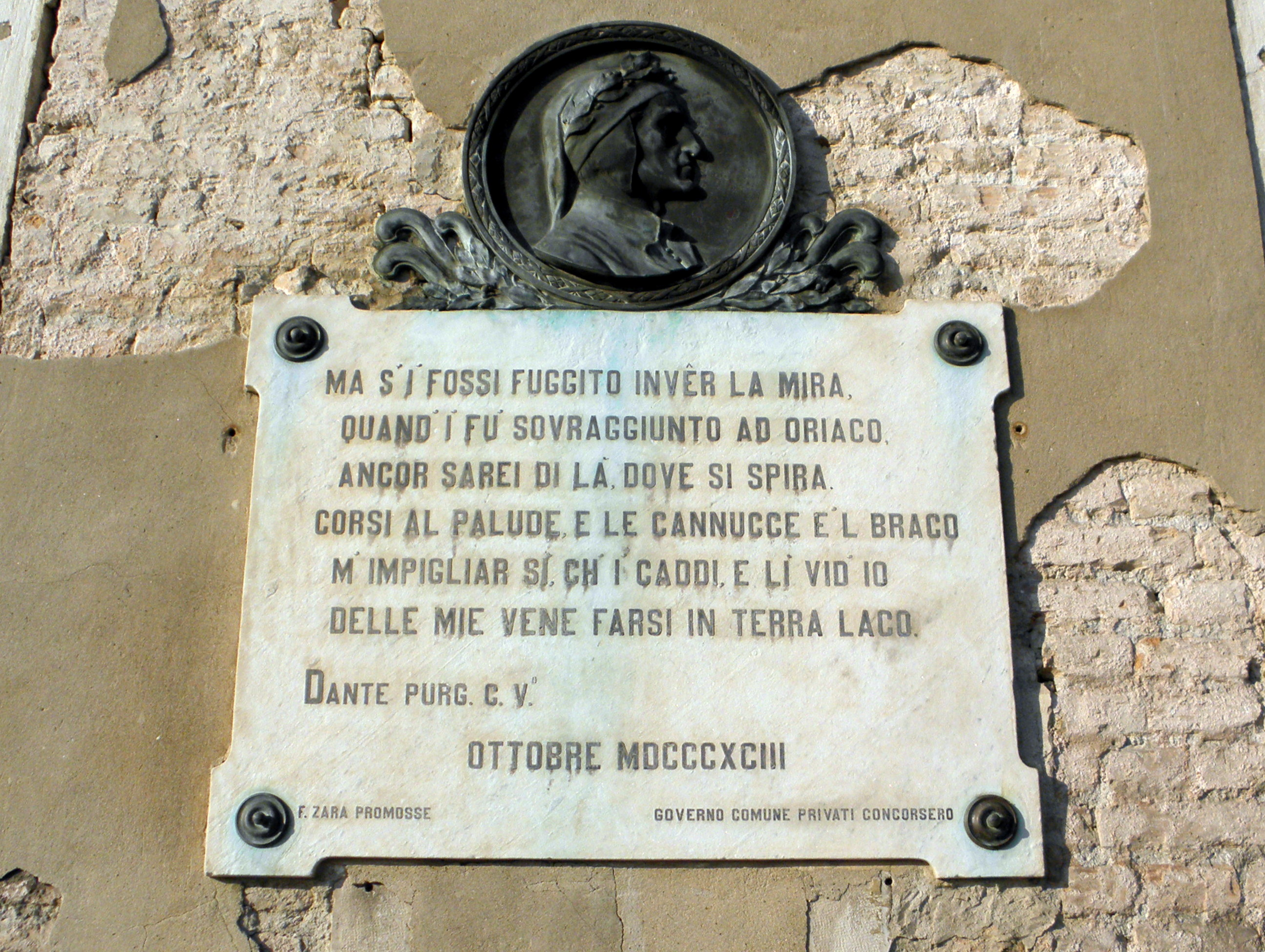
Dettaglio della lapide in facciata

Affacciata al Naviglio del Brenta accanto ad un altro edificio voluto dai Moro, ora demolito, la sua edificazione è incerta, trovando riscontro sia nell'architettura, con il salone affrescato del piano nobile che, oltre alla datazione degli originali dipinti delle pareti, in seguito ritoccati dal pittore contemporaneo Giuseppe Cherubini, conserva la caratteristica pianta a T comune a molti edifici del tardo XV secolo, sia nella documentazione catastale che la collocano tra il 1581 e il 1615.
Tra gli elementi che lo caratterizzano vi è anche una lapide murata sulla sua facciata nel 1893 che ricorda, attraverso l'opera di Dante Alighieri, Jacopo del Cassero, qui assassinato nel 1298 su ordine di Azzo VIII d'Este, Signore di Ferrara, Modena e Reggio, riproducendo i versetti 64-84 del canto quinto del Purgatorio della Divina Commedia. Questa la fece identificare popolarmente con il nome di "palazzo Dante" dagli abitanti del luogo.